# Eicheneck (Horneburg)
Eicheneck ist ein Wohnplatz südwestlich von Horneburg in der Samtgemeinde Horneburg im Landkreis Stade in Niedersachsen.
Der Wohnplatz umfasst 16 Einwohner. Bedeutendstes Anwesen ist das im Süden gelegene Gut Daudiek, bei dem sich auf einer Fläche von drei Hektar die Kiesgrube Eicheneck befindet. Diese wurde 2007 renaturiert, nachdem sie jahrzehntelang als wilde Müllkippe diente und zudem von Reitern oder Motocross-Fahrern beschädigt worden war.  Heute gibt es im Bereich der beiden von Wald umgebenen Tümpel wieder seltene und schützenswerte Tierarten, wie die Nordische Moosjungfer, die Azurjungfer und andere Libellenarten, den kleinen Teichfrosch, die Knoblauchkröte und die seltene Kreuzkröte.